# Mkoani
Mkoani è una città della Tanzania, situata sull'isola di Pemba. È il capoluogo della regione di Pemba Sud.